# 烏山頭
烏山頭，是臺灣臺南市官田區的一個傳統地域名稱，位於該區北部略偏東。相較於今日行政區，其範圍大致為烏山頭里不含東南部。

## 歷史
台灣日治初期，烏山頭地區為一（舊制）街庄，稱為「烏山頭庄」，隸屬於赤山堡。該庄北與七甲庄為鄰，東與王爺宮庄為鄰，南邊為社仔庄、中脇庄，西邊為角秀庄。
1901年（日治明治三十四年）11月，全台設置二十廳，該庄隸屬於鹽水港廳。1903年（明治三十六年）6月，該庄編入「官佃區」，隸屬於鹽水港廳。1909年（明治四十二年）10月，合併二十廳為十二廳，官佃區改隸屬於臺南廳。1920年（大正九年），廢十二廳改設五州二廳，該庄改制並雅化為「烏山頭」大字，隸屬於臺南州曾文郡官田庄（新制街庄）。
戰後官田庄改制為官田鄉，隸屬於臺南縣，大字亦改制為村。1950年雲、嘉、南分治，官田鄉仍隸屬於臺南縣。2010年12月25日，因臺南縣市合併為直轄市臺南市，官田鄉改制為官田區，村亦改制為里。

## 聚落
本地區發展較早的聚落為烏山頭，在日治期初期的官方地圖上已有記載。

## 交通

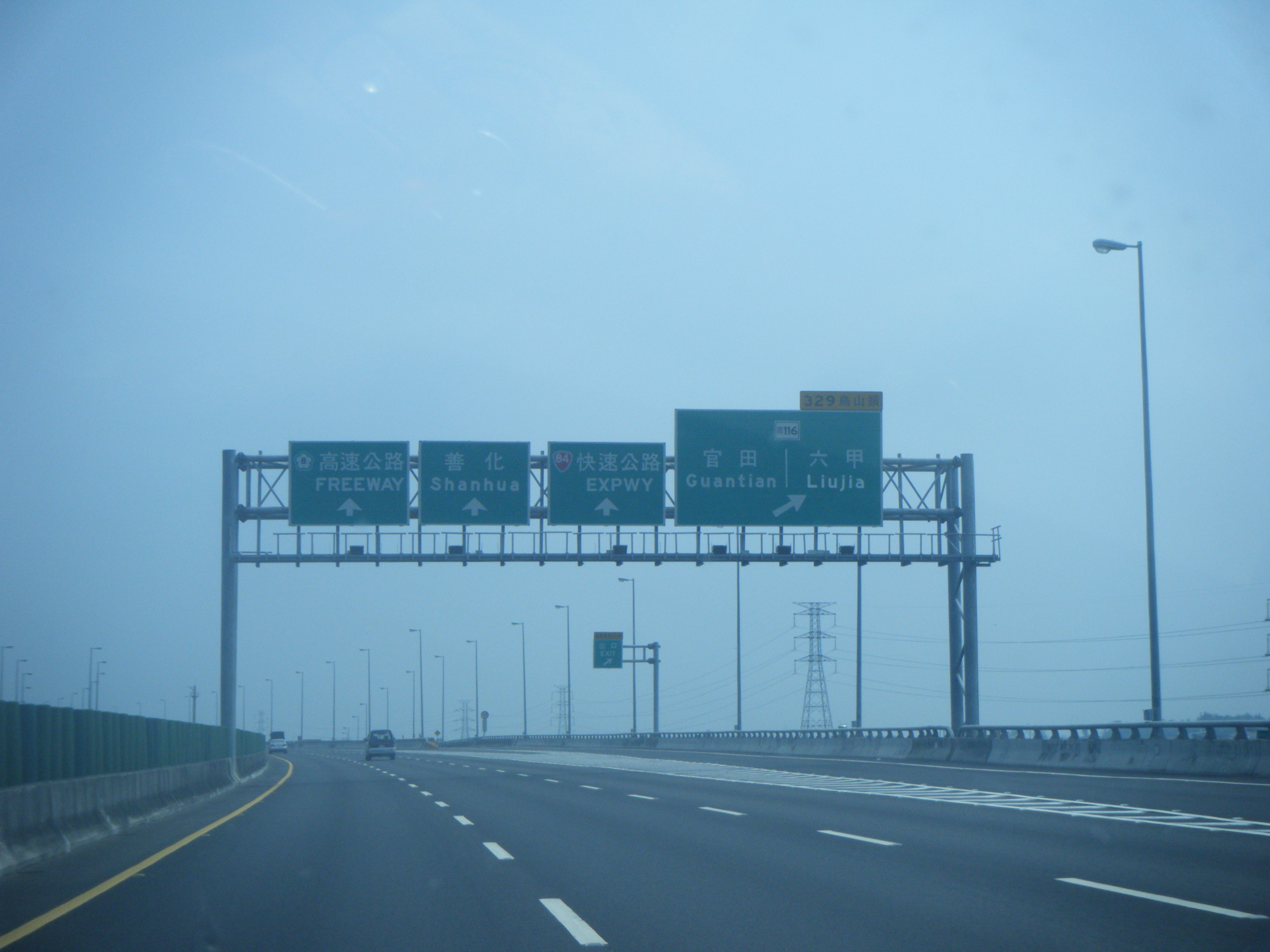
烏山頭交流道

國道3號又稱「福爾摩沙高速公路」，是貫穿臺灣西部的兩條縱向高速公路之一，始於基隆市安樂區大武崙，終於屏東縣林邊鄉大鵬灣，經過本地區中部，並於境內市道171號交會口設有烏山頭交流道。由此可快速前往該高速公路沿線各地。
市道165號是嘉義縣中埔鄉後庄至臺南市官田區官田的道路。
市道171號是北門區北門至官田區烏山頭的道路。
區道南114線是隆田至湖山的道路。
區道南117線是嘉南至官田的道路。

## 公共設施
- 烏山頭水庫